# Joachim Thiery

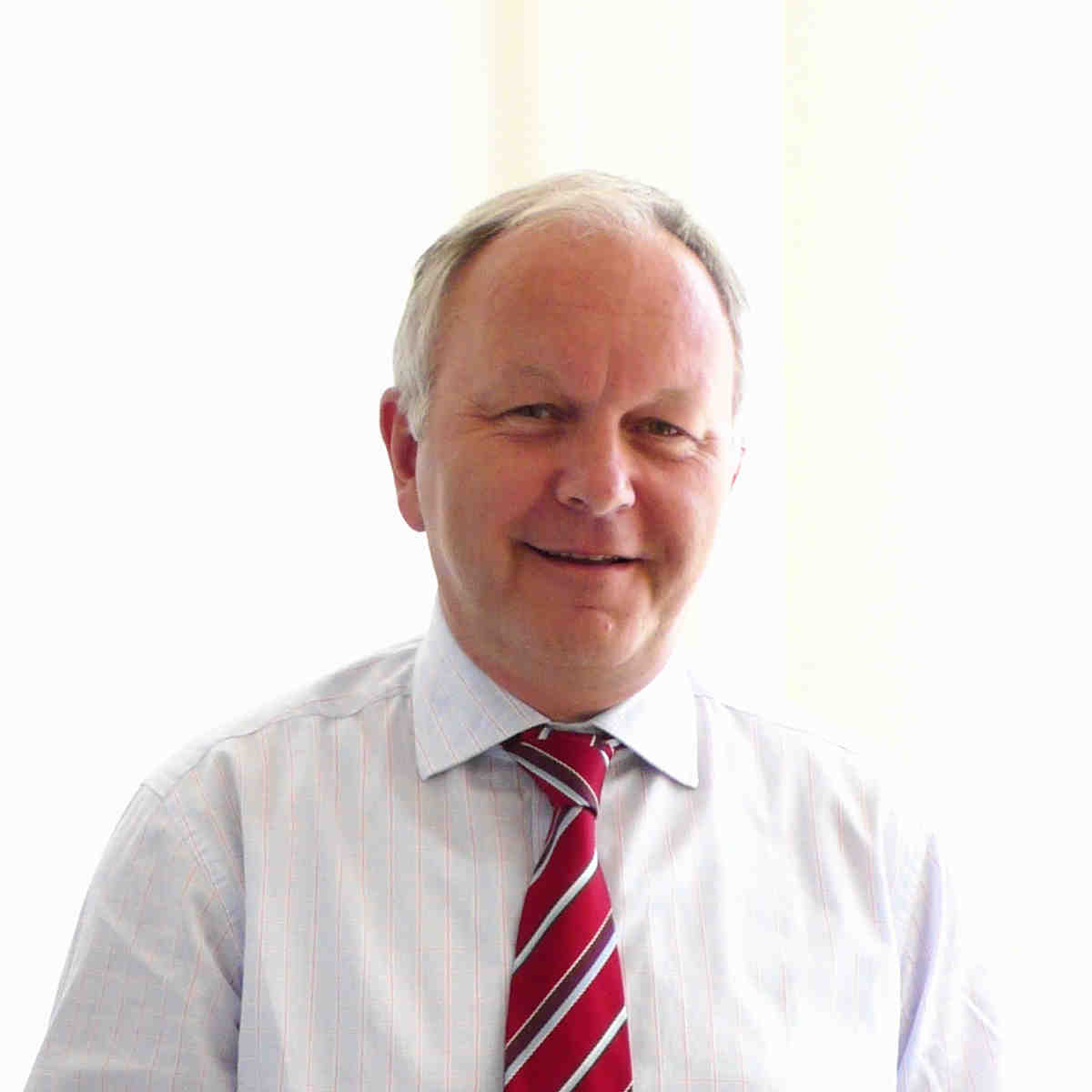
Joachim Thiery

Joachim Thiery (* 20. August 1952 in St. Wendel) ist ein deutscher Facharzt für Labormedizin und leitete als Universitätsprofessor das Institut für Laboratoriumsmedizin, Klinische Chemie und Molekulare Diagnostik an der Universität Leipzig. Seit 1. April 2020 ist er Dekan der Medizinischen Fakultät der Christian-Albrechts-Universität zu Kiel und Vorstand für Forschung und Lehre des Universitätsklinikums Schleswig-Holstein (UKSH), Campus Kiel.

## Leben
Joachim Thiery studierte von 1973 bis 1979 Humanmedizin an der Ruprecht-Karls-Universität Heidelberg, an der er 1981 promovierte. Seinen Wehrdienst (1980–1981) leistete er als Fliegerarzt in Jever ab, danach war er bis 1989 als Wissenschaftlicher Assistent in der Abteilung Klinische Chemie des Zentrums für Innere Medizin am Universitätsklinikum Göttingen tätig. 1989 wechselte Joachim Thiery als Wissenschaftlicher Assistent an das Institut für Klinische Chemie am Universitätsklinikum Großhadern und war dort ab 1994 als Oberarzt tätig. 1995 habilitierte er sich an der Ludwig-Maximilians-Universität München. Von 1995 bis 1996 war Joachim Thiery „visiting scientist“ am Gladstone Institute of Cardiovascular Diseases der UCSF San Francisco. Im Jahr 2000 nahm Joachim Thiery den Ruf an den Lehrstuhl für Labormedizin der Universität Leipzig an und leitete dort das Institut für Laboratoriumsmedizin, Klinische Chemie und Molekulare Diagnostik. 2011 schloss er den Aufbaustudiengang Gesundheitsökonomie (Health Care Management) an der Universität Bayreuth mit einem MBA ab.

## Ämter
Joachim Thiery war von 2008 bis 2013 Dekan der Medizinischen Fakultät der Universität Leipzig und in den Jahren 2012 bis 2013 Präsident der Deutschen Vereinten Gesellschaft für Klinische Chemie und Laboratoriumsmedizin (DGKL). 2001 und 2009 war er Tagungspräsident der Jahrestagungen der DGKL. Von 2004 bis 2012 vertrat er als gewähltes Mitglied die Interessen der Klinische Chemie/Pathobiochemie im Deutschen Forschungsgemeinschaft (DFG)-Fachkollegium Medizin. Im April 2020 wechselte er als hauptamtlicher Dekan der Medizinischen Fakultät an die Christian-Albrechts-Universität zu Kiel. Er ist zugleich Vorstand für Forschung und Lehre des Universitätsklinikums Schleswig-Holstein (UKSH), Campus Kiel.

## Wissenschaftliches Werk
Der wissenschaftliche Schwerpunkt von Joachim Thiery liegt auf dem Feld des Lipidstoffwechsels und der Pathophysiologie von Lipiden bei kardiovaskulären Erkrankungen insbesondere der Arteriosklerose. Seine Arbeiten umfassen ein breites methodisches Spektrum, das von experimentellen Studien über die Entwicklung neuer Biomarker insbesondere mittels Massenspektrometrie bis hin zu klinischen Studien reicht. Hiermit erforscht er die genetischen Ursachen der Arteriosklerose und des Lipidmetabolismus, führt Metabolom-Analysen und genomweite Assoziationsstudien bei metabolischen und vaskulären Erkrankungen durch und entwickelt Therapiekonzepte und Biomarker zur Prävention vaskulärer Erkrankungen und Fettstoffwechselstörungen.
Joachim Thiery war maßgeblich an der Etablierung des  „Leipziger Forschungszentrum für Zivilisationserkrankungen“ (LIFE) einem Großforschungsprojekt der Universität Leipzig beteiligt. Er war im Vorstand des LIFE Wissenschaftsnetzwerk, das sich der Erforschung wichtiger Volkskrankheiten widmet. Hierzu zählen insbesondere Gefäßerkrankungen und Herzinfarkt, Diabetes mellitus und Adipositas, Depression und Demenz, Kopf- und Halstumore, Allergien und Stoffwechselstörungen sowie Entzündungen der Bauchspeicheldrüse. Seit seiner Gründung im Jahr 2009 bis 2023 wurden bereits über 30.000 Leipziger in die Kohorten aufgenommen.
Thiery hatte im Oktober 2023 laut Google Scholar einen h-Index von 91. Laut einer Publikationsanalyse der Zeitschrift Laborjournal für die Jahre 2011 bis 2020 gehört er auf dem Gebiet der Klinischen und Labormedizin zu den zehn meistzitierten Wissenschaftlern im deutschsprachigen Raum.
2023 wurde er für seine langjährigen wissenschaftlichen Leistungen mit dem alle drei Jahre verliehenen Felix Hoppe-Seyler-Preis der Deutschen Gesellschaft für Klinische Chemie und Laboratoriumsmedizin ausgezeichnet.

### Wichtigste Publikationen
Thiery veröffentlichte mehr als 150 wissenschaftliche Arbeiten, darunter:
- K. Wenke, B. Meiser, J. Thiery, D. Nagel, S. voncW. heidt, G. Steinbeck, D. Seidel, B. Reichart: Simvastatin reduces graft vessel disease and mortality after heart transplantation: a four-year randomized trial. In: Circulation. 96. Jahrgang, Nr. 5, 1997, S. 1398–402, doi:10.1161/01.CIR.96.5.1398, PMID 9315523.
- J. Thiery, D. Seidel: Fish oil feeding results in an enhancement of cholesterol-induced atherosclerosis in rabbits. In: Atherosclerosis. 63. Jahrgang, Nr. 1, 1987, S. 53–6, PMID 3827970.
- K. Wenke, B. Meiser, J. Thiery, D. Nagel, W. von Scheidt, K. Krobot, G. Steinbeck, D. Seidel, B. Reichart: Simvastatin initiated early after heart transplantation: 8-year prospective experience. In: Circulation. 107. Jahrgang, Nr. 1, 2003, S. 93–7, doi:10.1161/01.CIR.0000043241.32523.EE, PMID 12515749.
- G. M. Fiedler, S. Baumann, A. Leichtle, A. Oltmann, J. Kase, J. Thiery, U. Ceglarek: Standardized peptidome profiling of human urine by magnetic bead separation and matrix-assisted laser desorption/ionization time-of-flight mass spectrometry. In: Clin Chem. 53. Jahrgang, Nr. 3, 2007, S. 421–428, doi:10.1373/clinchem.2006.077834, PMID 17272489.
- I. Shai, D. Schwarzfuchs, Y. Henkin, D. R. Shahar, S. Witkow, I. Greenberg, R. Golan, D. Fraser, A. Bolotin, H. Vardi, O. Tangi-Rozental, R. Zuk-Ramot, B. Sarusi, D. Brickner, Z. Schwartz, E. Sheiner, R. Marko, E. Katorza, J. Thiery, G. M. Fiedler, M. Blüher, M. Stumvoll, M. J. Stampfer: Weight loss with a low-carbohydrate, Mediterranean, or low-fat diet. In: N Engl J Med. 359. Jahrgang, Nr. 3, 2008, S. 229–41, doi:10.1056/NEJMoa0708681, PMID 18635428.

### Aktuelle Publikationen
- A. B. Leichtle, J. M. Nuoffer, U. Ceglarek, J. Kase, T. Conrad, H. Witzigmann, J. Thiery, G. M. Fiedler: Serum amino acid profiles and their alterations in colorectal cancer. In: Metabolomics. 8. Jahrgang, Nr. 4, 2012, S. 643–653, doi:10.1007/s11306-011-0357-5, PMID 22833708, PMC 3397217 (freier Volltext).
- H. Himmerich, L. Schmidt, S. Becker, L. Kortz, SchöJ. nherr, R. Mergl, K. Bauer, U. Sack, A. J. Sheldrick, J. Thiery, U. Ceglarek: Impact of Clozapine, N-desmethylclozapine and Chlorpromazine on Thromboxane Production in Vitro. In: Med Chem. 2012, PMID 22757658.
- F. Beutner, D. Brendel, D. Teupser, K. Sass, R. Baber, M. Mueller, U. Ceglarek, J. Thiery: Effect of everolimus on pre-existing atherosclerosis in LDL-receptor deficient mice. In: Atherosclerosis. 222. Jahrgang, Nr. 2, 2012, S. 337–343, doi:10.1016/j.atherosclerosis.2012.03.003, PMID 22446027.
- D. Teupser, R. Baber, U. Ceglarek, M. Scholz, T. Illig, C. Gieger, L. M. Holdt, A. Leichtle, K. H. Greiser, D. Huster, P. Linsel-Nitschke, SchäA. fer, P. S. Braund, L. Tiret, K. Stark, D. Raaz-Schrauder, G. M. Fiedler, W. Wilfert, F. Beutner, S. Gielen, A. Grosshennig, R.I. König, P. Lichtner, I. M. Heid, A. Kluttig, N. E. El Mokhtari, D. Rubin, A. B. Ekici, A. Reis, C. D. Garlichs, A. S. Hall, G. Matthes, C. Wittekind, C. Hengstenberg, F. Cambien, S. Schreiber, K. Werdan, T. Meitinger, M. Loeffler, N. J. Samani, J. Erdmann, H. E. Wichmann, H. Schunkert, J. Thiery: Genetic regulation of serum phytosterol levels and risk of coronary artery disease. In: Circ Cardiovasc Genet. 3. Jahrgang, Nr. 4, 2010, S. 331–339, doi:10.1161/CIRCGENETICS.109.907873, PMID 20529992.
- G. M. Fiedler, A. B. Leichtle, J. Kase, S. Baumann, U. Ceglarek, K. Felix, T. Conrad, H. Witzigmann, A. Weimann, SchüC. tte, J. Hauss, BüM. chler, J. Thiery: Serum peptidome profiling revealed platelet factor 4 as a potential discriminating peptide associated with pancreatic cancer. In: Clin Cancer Res. 15. Jahrgang, Nr. 11, 2009, S. 3812–3819, doi:10.1158/1078-0432.CCR-08-2701, PMID 19470732.

## Soziales Engagement
Joachim Thiery war enger Freund und Leibarzt von Wolfgang Wagner, dem langjährigen Leiter der Bayreuther Festspiele und Enkel von Richard Wagner. In einer vielbeachteten Trauerrede würdigte Thiery das Lebenswerk des großen Opernregisseurs im Rahmen der Trauerfeier im Bayreuther Festspielhaus auf dem Grünen Hügel am 11. April 2010. Zusammen mit Ulrich Tröhler veröffentlichte Joachim Thiery im Programmheft II Parsifal der Bayreuther Festspiele 1987 den Artikel Zweifel am Fortschrittsglauben. Der Tierversuchsgegner Richard Wagner: Seine Zeitkritik und die Reaktion seiner Zeit und zusammen mit Dietrich Seidel in der Reihe MMW Originalia – Lebensbild der Münchener Medizinischen Wochenschrift anlässlich Wolfgang Wagners 75. Geburtstag den Artikel Ich behage mir nicht – Richard Wagner und seine Ärzte.